# فرانسوا روش
فرانسوا روش (بالفرنسية: François Roche)‏ هو مهندس معماري فرنسي، ولد في 25 فبراير 1961 في الدائرة الثالثة عشرة في باريس في فرنسا.